# SNCF Z 850
De Z 850, ook wel Spatz genoemd, is een treinstel, een zogenaamde lichtgewichttrein met lagevloerdeel voor het regionaal personenvervoer van de Ligne de Savoie (LdS).

## Geschiedenis
Het treinstel van het type Spatz werd door Stadler Rail ontwikkeld voor smalspoorlijnen.
Het acroniem Spatz staat voor Schmalspur PAnorama TriebZug.

## Constructie en techniek
Het treinstel is opgebouwd uit een aluminium frame met een frontdeel van GVK. Deze treinstellen kunnen tot twee stuks gecombineerd rijden. De treinstellen zijn uitgerust met luchtvering. Het treinstel heeft een stroomafnemer voor bovenleiding en voor derde rail. Het treinstel is niet voorzien van tandradaandrijving en kan hierdoor niet op het Zwitserse traject rijden.

## Treindiensten
Het treinstel wordt door de Ligne de Savoie (LdS) ingezet op het volgende traject:
- Le Châtelard – Vallorcine – Saint-Gervais